# Эверлоф, Катарина
Катарина Эверлоф (швед. Katarina Ewerlöf; род. 28 декабря 1959) — шведская актриса. Награждена золотым жуком за роль в фильме.

## Биография
Родилась в семье адвоката Гуннара Эверлофа и Дорди Линдстрем, работавшей в Marimekko до замужества с отцом Катарины. Катарина Эверлоф выросла в районе Эстермальм в Стокгольме. Детство было довольно насыщенным и бурным. Её бабушка и дедушка, Кнут Г. Эверлоф и Эльза Эверлоф, — политики.
Катарина получила образование в Театральной академии в Стокгольме и устроилась на работу в Королевский драматический театр.

## Фильмография
- 1979 г. — Дом Кристофера (Kristoffers hus)
- 1998 г. — Комиссар Мартин Бек (Beck — Vita nätter)
- 1999 г. — В постели с Сантой (Tomten är far till alla barnen)
- 2000 г. — Только раз в жизни (Livet är en schlager)
- 2003 г. — Рай (Paradiset)
- 2006 г. — Никаких слез (Inga tårar)
- 2007 г. — Koffein
- 2008 г. — Glasdjävulen
- 2010 г. — Комиссар Спак (Kommissarie Späck)
- 2011 г. — Бунт ушастых (Hopp)
- 2014 г. — Medicinen
- 2015 г. — I nöd eller lust